# José Ernesto Sosa
José Ernesto Sosa, född 19 juni 1985 i Carcarañá, provinsen Santa Fé, är en argentinsk fotbollsspelare som spelar för Estudiantes. Han har även spelat för Argentina fotbollslandslag.

## Klubbkarriär
Den 21 augusti 2020 värvades Sosa av turkiska Fenerbahçe, där han skrev på ett tvåårskontrakt. Den 9 augusti 2022 blev Sosa klar för en återkomst i Estudiantes, där han skrev på ett tvåårskontrakt.

## Landslagskarriär
Sosa spelade med Argentinas U-20-landslag i U20-VM 2003. Hans första match var när han fick komma in på ett inhopp i 86:e matchminuten i en träningslandskamp mot Mexiko den 9 mars 2005. Han spelade sin andra match från start mot Chile den 18 april 2007

## Statistik
Senast uppdaterad 18 juni 2013
| Klubb            | Säsong  | Ligan   | Ligan | Cupen   | Cupen | Internatioenell | Internatioenell | Totalt  | Totalt |
| Klubb            | Säsong  | Matcher | Mål   | Matcher | Mål   | Matcher         | Mål             | Matcher | Mål    |
| ---------------- | ------- | ------- | ----- | ------- | ----- | --------------- | --------------- | ------- | ------ |
| Estudiantes      | 2002-03 | 6       | 1     | N/A     | N/A   | 0               | 0               | 6       | 1      |
| Estudiantes      | 2003-04 | 28      | 1     | N/A     | N/A   | 0               | 0               | 28      | 1      |
| Estudiantes      | 2004-05 | 32      | 4     | N/A     | N/A   | 0               | 0               | 32      | 4      |
| Estudiantes      | 2005-06 | 36      | 3     | N/A     | N/A   | 10?             | 0?              | 46      | 3      |
| Estudiantes      | 2006-07 | 36      | 2     | N/A     | N/A   | 0               | 0               | 36      | 2      |
| Estudiantes      | Total   | 138     | 11    | N/A     | N/A   | 10?             | 0?              | 148     | 11     |
| Bayern München   | 2007-08 | 15      | 0     | 3       | 0     | 6               | 0               | 24      | 0      |
| Bayern München   | 2008-09 | 5       | 0     | 1       | 0     | 0               | 0               | 6       | 0      |
| Bayern München   | 2009-10 | 3       | 0     | 2       | 0     | 1               | 0               | 6       | 0      |
| Bayern München   | Total   | 20      | 0     | 4       | 0     | 6               | 0               | 30      | 0      |
| Estudiantes      | 2009-10 | 17      | 3     | N/A     | N/A   | 9               | 2               | 26      | 5      |
| Estudiantes      | Total   | 17      | 3     | N/A     | N/A   | 9               | 2               | 26      | 5      |
| Napoli           | 2010-11 | 24      | 1     | 1       | 0     | 6               | 0               | 31      | 1      |
| Napoli           | Total   | 24      | 1     | 1       | 0     | 6               | 0               | 31      | 1      |
| Metalist Charkiv | 2011-12 | 26      | 5     | 0       | 0     | 11              | 2               | 37      | 7      |
| Metalist Charkiv | 2012-13 | 21      | 7     | 0       | 0     | 7               | 0               | 28      | 7      |
| Metalist Charkiv | Total   | 47      | 12    | 0       | 0     | 18              | 2               | 65      | 14     |
| Total karriär    |         | 246     | 27    | 5       | 0     | 49              | 4               | 300     | 31     |

## Meriter
| Säsong  | Klubb           | Titlar                        |
| ------- | --------------- | ----------------------------- |
| 2006    | Estudiantes     | Primera División de Argentina |
| 2007    | Bayern München  | Tyska ligacupen               |
| 2008    | Bayern München  | Tyska cupen                   |
| 2008    | Bayern München  | Bundesliga                    |
| 2008    | Argentina U23   | OS 2008                       |
| 2013–14 | Atlético Madrid | La Liga                       |
| 2015–16 | Beşiktaş        | Süper Lig                     |
| 2016    | Milan           | Supercoppa Italiana           |